# Paralepa
Paralepa település (nagyközség, észtül alevik) Észtország nyugati részén, Lääne megyében. Közigazgatásilag Haapsalu városhoz tartozik.
Haapsalutól délnyugatra, a Balti-tenger közelében található. 2017-ig Ridala községhez tartozott. A 2017-es közigazgatási reform során Ridala községet megszüntették, Paralepa pedig a Haapsalu város nevű közigazgatási egységhez került. Lakossága 2011. december 31-i állapot szerint 306 fő volt. A településen keresztülvezet az Ääsmäenél a 4-es főútba csatlakozó és Rohukülánál a tengerig vezető 9-es főút.
Paralepa területén állt az egykori Kiltsi uradalom, amelyről 1323-ból való az első írásos említés. A településtől délnyugatra, az egykori Ungru uradalom helyén 1939-ben hoztak létre egy katonai repülőteret, amelyet a Szovjet Légierő használt 1992-ig. Kiltsi falunak az az uradalomhoz tartozó részét valamint a repülőteret kiszolgáló Panfilovo nevű katonai lakótelepet 1977-ben egyesítve hozták létre Paralepa települést. 
1928-ban megnyitott tengeri strandja, amely Haapsalu strandja is, népszerű üdülőhely. Látnivalói közé tartozik a település melletti erdőben található, 16,7 m kerületű, Suur kivi (magyarul: Nagy kő) nevű szikladarab (vándorkő). A sziklát más néven Peetrikivinek is hívjál. A legenda szerint 1715-ben az arra utazó I. Péter cár hintója kőnek ütközve felborult.
A település közelében, a Balti-tenger partján található az alsó paralepai világítótorony, amely azonban Nõmme falu határain belül fekszik.